# Gran Premio di Monaco 2022
Il Gran Premio di Monaco 2022 è stata la settima prova della stagione 2022 del campionato mondiale di Formula 1. La gara si è corsa domenica 29 maggio sul circuito di Monte Carlo a Monaco, ed è stata vinta dal messicano Sergio Pérez su Red Bull Racing-RBPT, al terzo successo in carriera; Pérez ha preceduto all'arrivo lo spagnolo Carlos Sainz Jr. su Ferrari e il suo compagno di squadra, l'olandese Max Verstappen.

## Vigilia

### Aspetti tecnici
Per questo Gran Premio la Pirelli, fornitore unico degli pneumatici, offre la scelta tra gomme di mescola C3, C4 e C5, la tipologia di mescole più morbide che caratterizzano l'intera gamma messa a disposizione dall'azienda fornitrice degli pneumatici per il campionato. È la prima volta, durante la stagione, alla settima prova, che la Pirelli opta per questa scelta di pneumatici. Fin dall'edizione 2019 del Gran Premio, la Pirelli ha sempre stabilito la stessa tipologia di pneumatici per questo appuntamento, visto le caratteristiche del tracciato cittadino che non comporta un elevato degrado degli pneumatici. La casa milanese nomina allo stesso tempo gli pneumatici per i Gran Premi di Azerbaigian, Canada e Gran Bretagna, in programma tra metà giugno e inizio luglio.
La Federazione stabilisce la tradizionale zona in cui i piloti possono attivare il DRS, ovvero quella posta lungo il rettilineo principale dei box. Il detection point, ovvero il punto per la determinazione del distacco tra i piloti, necessario per consentire l'uso del dispositivo, è stabilito dopo la curva 16.
Fin dall'introduzione del dispositivo mobile in Formula 1, durante la stagione 2011, il circuito di Monte Carlo è uno dei cinque tracciati a essere stato utilizzato almeno una volta nel calendario del campionato mondiale di Formula 1, insieme a quello di Suzuka sede del Gran Premio del Giappone, quello del Mugello sede dell'unica edizione del Gran Premio della Toscana corsa nel 2020, quello di Imola sede del Gran Premio dell'Emilia-Romagna e quello di Lusail sede del Gran Premio del Qatar, dove viene utilizzata una sola zona DRS, stabilita, in tutti e cinque i tracciati, sempre sul rettilineo di partenza. Durante le stagioni 2011 e 2012, il dispositivo mobile, secondo il regolamento tecnico, poteva essere aperto su tutto il tracciato nelle sessioni di prove libere e in qualifica, ma nel caso del circuito di Monte Carlo la Federazione ne vietò l'utilizzo in punti che avrebbero potuto mettere a rischio l'incolumità dei piloti, come sotto il tunnel.
La Federazione rende noto che al termine della gara del precedente Gran Premio di Spagna tra le prime dieci vetture classificate è stata sorteggiata l'Alpine di Esteban Ocon per le verifiche tecniche. Le ispezioni hanno riguardato il tubo di scappamento. Il componente ispezionato è risultato essere conforme al regolamento tecnico.
La Federazione stabilisce alla curva 10 i limiti del tracciato che i piloti sono costretti a seguire, pena l'annullamento del tempo sul giro. Se la curva non viene percorsa correttamente, i piloti vedono il loro tempo sul giro cancellato dai commissari sportivi. Qualsiasi pilota che sfrutta la via di fuga deve farlo in condizioni di sicurezza tornando in pista dopo avere ricevuto il semaforo verde. Per via della logistica presentata dal Gran Premio, il coprifuoco, nelle giornate del mercoledì, giovedì e venerdì, viene esteso da un periodo di tre ore a un massimo di sei.
Prima dell'inizio della prima sessione di prove libere del venerdì, sulla vettura di Pierre Gasly viene installata la quinta unità relativa all'impianto di scarico. Il pilota francese dell'AlphaTauri non è penalizzato sulla griglia di partenza in quanto il nuovo componente installato rientra tra quelli utilizzabili nel numero massimo stabilito dal regolamento tecnico. Sulla vettura di Yuki Tsunoda viene installata la seconda scatola del cambio e la seconda trasmissione. L'altro pilota giapponese dell'AlphaTauri non è penalizzato sulla griglia di partenza in quanto i nuovi componenti rientrano tra quelli utilizzabili nel numero massimo stabilito dal regolamento tecnico.
A partire da questo Gran Premio la Federazione specifica che la temperatura dell’aria, comunicata due ore prima della gara, viene calibrata al decimo e non è più arrotondata per eccesso o difetto al grado intero più vicino, per evitare situazioni come nel precedente Gran Premio di Spagna dove la Red Bull Racing di Max Verstappen e l’AlphaTauri di Pierre Gasly sono uscite all’ultimo momento prima di schierarsi in griglia di partenza per aspettare che la temperatura del carburante raggiungesse il minimo stabilito.

### Aspetti sportivi
Il Gran Premio rappresenta il settimo appuntamento stagionale a distanza di una settimana dalla disputa del Gran Premio di Spagna, sesta gara del campionato. È la seconda gara europea consecutiva e la terza complessiva del campionato. È uno dei Gran Premi presenti in calendario a disputarsi su un circuito cittadino non permanente. Per la seconda volta durante la stagione, la prima tra il Gran Premio del Bahrein, gara inaugurale della stagione, e il Gran Premio d'Arabia Saudita, il mondiale vede la disputa di un Gran Premio a distanza di una settimana dall'altra. Il contratto per la disputa del Gran Premio di Monaco nel calendario del campionato mondiale di Formula 1, sempre sul circuito di Monte Carlo, ha una valenza fino alla stagione corrente. Nelle settimane precedenti alla disputa della gara, tuttavia sorgono dubbi riguardo alla permanenza in calendario del Gran Premio per le successive stagioni.
Presente nel calendario del campionato mondiale di Formula 1 fin dall'edizione inaugurale del 1950 e valido quale prova della categoria dallo stesso anno, il Gran Premio di Monaco, insieme a quelli di Gran Bretagna, Svizzera, Belgio, Francia e Italia, compresa un'edizione della 500 Miglia di Indianapolis valida per il mondiale, fu una delle prove che caratterizzò il calendario dell'edizione inaugurale del mondiale di Formula 1, ritornando nella stagione 1955 e corso fino al 2019, prima dell'edizione del 2020 annullata a causa della pandemia di COVID-19, venendo disputato nuovamente dal 2021. Il Gran Premio vede la sua disputa nel calendario della stagione nel tradizionale mese di maggio, per la sua sessantottesima edizione. Il circuito di Monte Carlo, sede della gara, ha sempre ospitato l'evento, su diverse configurazioni, fin dalla prima edizione del 1950, ed è dietro solo al circuito di Monza con 71, sede del Gran Premio d'Italia, per maggior numero di edizioni disputate. La scuderia italiana Ferrari fece il suo debutto nella categoria su questo tracciato durante la prima stagione del mondiale, nel 1950, mentre la scuderia britannica McLaren, che detiene il record di vittorie del Gran Premio, 15, ottenute tra il 1984 e 2008, debuttò in questo Gran Premio nell'edizione del 1966. Il pilota cinese dell'Alfa Romeo, Zhou Guanyu, è l'unico fra tutti i piloti partecipanti al campionato a correre nell'attuale categoria nel Gran Premio di Monaco per la prima volta. In Formula 2 ottenne due podi, arrivando terzo nella sprint race del 2019 e vincendo quella del 2021.
Per la prima volta a partire dall'edizione 2019 del Gran Premio esso vede la massima capienza consentita per gli spettatori. Dopo che l'edizione 2020 della gara fu annullata a causa delle problematiche dettate dalla pandemia di COVID-19 e per le tempistiche della realizzazione del circuito sulle strade del Principato di Monaco in tempi brevi, per la prima volta dalla stagione 1954, infatti, la massima categoria non fece tappa a Monte Carlo, l'edizione del 2021, che tornò a fare parte del calendario mondiale, sempre collocata nel mese di maggio, rappresentò la seconda gara della stagione, dopo quella inaugurale corsa in Bahrein, con la presenza degli spettatori sulle tribune, ma tra il 40 e il 50% della capienza complessiva. L'evento ebbe un limite di 7 500 spettatori per le qualifiche e la gara e di 3 000 per le prove libere. Fu quindi uno dei tanti Gran Premi a non rientrare tra quei pochi disputati a porte chiuse, corsi nella parte iniziale della stagione.
A partire da questa edizione del Gran Premio, esso si svolge nel tradizionale weekend di gara, come già avviene solitamente per tutti gli altri Gran Premi in calendario. Due delle tre sessioni di prove libere, in passato programmate nella giornata del giovedì, vengono spostate al venerdì. Il resto della programmazione non subisce variazioni. La decisione di eliminare il giovedì in pista è stata presa dalla Formula 1 nell’ottica di condensare i weekend a causa delle tante gare previste in calendario. Questa scelta permette ai team una migliore organizzazione, dato che per la terza volta nella storia, dopo il 2010 e 2011, la corsa ha luogo appena una settimana dopo quella precedente, tenutasi in Spagna. L'azione in pista al giovedì avveniva in quanto il Gran Premio di Monaco veniva organizzato nel fine settimana dell'Ascensione per permettere un maggior afflusso di pubblico al circuito, sfruttando la data festiva. Il venerdì era la giornata dedicata alla processione, che occupava le stradine del Principato, ma nonostante essa non è stata più svolta da anni il giorno di stop era stato mantenuto per tradizione e per permettere alla città di non essere paralizzata con due giorni consecutivi di chiusura al traffico.
Il nuovo direttore sportivo della Federazione per le monoposto, il francese François Sicard, ex amministratore delegato della squadra motoristica francese Driot-Arnoux Motorsport, debutta a partire da questo Gran Premio. Le sue responsabilità nella categoria comprendono la stesura e l'aggiornamento dei regolamenti sportivi, oltre a mantenere una visione d'insieme del controllo delle gare e del sistema di controllo dei commissari per conto della Federazione. Sicard iniziò a lavorare nel mondo delle corse nel 2001, quando entrò in Renault Sport dopo avere ricoperto per dieci anni ruoli di marketing presso il costruttore francese. Passò alla Driot-Arnoux Motorsport nel 2012 aiutando, nell'ultimo decennio, la squadra a conquistare titoli in diverse categorie importanti, prima con l'italiano Davide Valsecchi, vincitore della GP2 Series 2012, e dopo con il britannico Jolyon Palmer, trionfatore della GP2 Series 2014, mentre con l'attuale regolamento della Formula 2 il miglior risultato della squadra è stato il secondo posto conquistato dall'attuale pilota canadese della Williams, Nicholas Latifi, nel 2019. Il pilota danese della Haas, Kevin Magnussen, ha vinto il titolo della Formula Renault 3.5 Series con Driot-Arnoux Motorspor nel 2013 e il pilota spagnolo della Ferrari, Carlos Sainz Jr., ha ripetuto l'impresa l'anno successivo. Il team francese ha anche vinto tre titoli in Formula E, sempre sotto la guida di Sicard.
La scuderia austriaca Red Bull Racing richiede dei chiarimenti alla Federazione riguardo a un episodio durante il precedente Gran Premio di Spagna nel quale il pilota britannico della Mercedes, Lewis Hamilton, avrebbe toccato l'alettone posteriore della Red Bull del pilota messicano Sergio Pérez, sotto il regime di parco chiuso, circostanza vietata dal regolamento sportivo. La Mercedes dichiara che il proprio pilota non abbia toccato nessuna vettura. Durante la prima edizione del Gran Premio di San Paolo corsa nel 2021, la Federazione multò di 50 000 euro il pilota olandese campione del mondo Max Verstappen, reo di avere toccato la Mercedes di Hamilton, sempre durante il regime di parco chiuso, al termine delle qualifiche.
Alla vigilia della prima edizione del Gran Premio di Miami, il direttore di gara designato per la gara, il tedesco Niels Wittich, inoltra alle squadre una nota in cui si specifica cosa può o non può indossare un pilota alla guida di una monoposto di Formula 1. Vengono specificate le richieste mosse ai piloti in termini di abbigliamento per superare le verifiche regolamentari. Alla prima violazione il pilota colto in flagrante viene multato di 50 000 euro, alla seconda di 100 000 euro e alla terza di 250 000 euro e, soprattutto, alla decurtazione di punti in classifica, sia per il pilota che per il team. Il pilota britannico della Mercedes, Lewis Hamilton, non supera lo scrutinio della Federazione visto alcuni oggetti indossati, per poi completare la procedura prima della prima sessione di prove libere del venerdì. Successivamente la Federazione concede un'esenzione medica di due Gran Premi a Hamilton per consentirgli la rimozione di due piercing. Il pilota britannico può correre con i piercing in questione, ma deve rimuoverli entro questo Gran Premio. Alla vigilia di questo appuntamento, la Federazione concede una proroga fino alla fine di giugno riguardo ai gioielli indossati dai piloti. Sebbene a livello di scrutini tecnici i team debbano da questo weekend indicare se i piloti stiano indossando intimo ignifugo e si stiano privando dei gioielli, è stata concessa una proroga nell’attesa che si arrivi a un accordo tra la FIA e i piloti. Lewis Hamilton continua a indossare piercing e gioielli anche nel corso di questo fine settimana a Monaco, ma difficilmente scattano già le penalità previste dal regolamento. L’associazione dei piloti è in trattativa con il presidente della commissione medica della FIA per giungere a un compromesso che accontenti entrambe le parti. La FIA è pronta ad accogliere le richieste dei piloti di natura personale e religiosa in materia di gioielli.
Per questo Gran Premio, come il precedente, la FIA designa il portoghese Eduardo Freitas quale direttore di gara. L'ex pilota di Formula 1, il britannico Derek Warwick, è nominato commissario aggiunto per la gara. Ha svolto già in passato tale funzione, l'ultima al Gran Premio del Bahrein, gara inaugurale del campionato. È la casa automobilistica tedesca Mercedes a fornire la safety car e la medical car.

## Prove

### Resoconto
Il pilota locale Charles Leclerc è il migliore della prima sessione del venerdì. Su una pista, in cui l'asfalto tocca i 54 °C, il monegasco ha colto un tempo che è di due secondi più lento, del migliore dell'analoga sessione del 2021. Leclerc, che ha fatto segnare il tempo utilizzando gomme medie, ha preceduto di pochi millesimi Sergio Pérez e l'altro ferrarista Carlos Sainz Jr., penalizzato dal traffico nel suo giro migliore. Il leader della classifica mondiale, Max Verstappen, è quarto, e si è maggiormente indirizzato per l'approntamento della vettura per la gara.
Hanno presentato problemi di porpoising accentuato le due Mercedes, mentre peggio è andata a Valtteri Bottas che dopo due soli giri d'installazione ha dovuto abbandonare la sessione, per un problema alla power unit. Problema analogo è toccato anche a Mick Schumacher, che ha dovuto fermare la sua Haas nella corsia d'ingresso ai box, per guasto alla MGU-K. La posizione della monoposto bloccava l'accesso ai box alle altre vetture: ciò ha costretto i commissari ha interrompere la sessione con bandiera rossa, per il tempo necessario affinché la vettura fosse spostata.
La Red Bull Racing, l'Alfa Romeo e l'AlphaTauri sono state multate dalla Federazione in quanto Sergio Pérez, Valtteri Bottas e Yuki Tsunoda hanno superato il limite di velocità stabilito nella corsia dei box. La scuderia austriaca di 300 euro, mentre quella svizzera e quella italiana di 1 000 euro a testa.
Leclerc si è confermato in testa, anche nella seconda sessione del venerdì. In questo caso il monegasco ha ottenuto la prestazione con gomme soft, arrivando a un secondo dal miglior tempo della seconda sessione dell'edizione 2021. La competitività della Ferrari è stata ribadita dal secondo posto di Sainz Jr., a soli 44 millesimi dal tempo del compagno di team. Anche le Red Bull Racing sono rimaste nella parte alta della graduatoria, con il terzo tempo di Pérez, e il quarto di Verstappen, che però sconta sottosterzo, che lo penalizza nella curve più strette del circuito. Hanno deluso ancora le Mercedes, con Russell sesto, dietro a Lando Norris, e Lewis Hamilton dodicesimo, che però in ben cinque tentativi veloci è stato penalizzato dal traffico.
La sessione è stata interrotta con bandiera rossa, nella parte iniziale, da un incidente che ha coinvolto Daniel Ricciardo. L'australiano ha perso il controllo della sua McLaren alla prima chicane delle Piscine, urtando le barriere sul lato sinistro, per poi colpire le protezioni della seconda chicane. Il pilota rimane incolume, ma la monoposto è gravemente danneggiata.
Al termine della seconda sessione di prove libere del venerdì, Yuki Tsunoda e Kevin Magnussen vengono convocati dai commissari sportivi in quanto il pilota giapponese ha ostacolato quella danese alla curva 10. Tsunoda riceve una reprimenda, la quarta della stagione.
Durante le prime due sessioni di prove libere del venerdì, Valtteri Bottas utilizza l'assemblaggio di una trasmissione al di fuori dell'allocazione prevista secondo il regolamento tecnico. Il pilota finlandese dell'Alfa Romeo non è penalizzato sulla griglia di partenza in quanto tale operazione rientra tra quelle effettuabili nel numero massimo consentito dal regolamento tecnico.
L'AlphaTauri è stata multata di 1 000 euro dalla Federazione in quanto Yuki Tsunoda ha superato il limite di velocità stabilito nella corsia dei box.
Nella notte tra il venerdì e il sabato, la McLaren utilizza il secondo dei due coprifuochi concessi durante la stagione per effettuare le operazioni sulle proprie vetture. La squadra britannica non riceve sanzioni.
Prima dell'inizio della terza sessione di prove libere del sabato, sulla vettura di Daniel Ricciardo viene installata la terza scatola del cambio e la terza trasmissione. Il pilota australiano non è penalizzato sulla griglia di partenza in quanto i nuovi componenti rientrano tra quelli utilizzabili nel numero massimo stabilito dal regolamento tecnico.
Pérez si impone nella terza sessione, quella del sabato. Il messicano precede di 41 millesimi Leclerc, di 370 Sainz Jr. e di oltre quattro decimi il suo compagno di scuderia, Verstappen. I piloti di Red Bull e Ferrari sono i soli a completare un giro in meno di un minuto e tredici secondi. L'olandese campione del mondo si è lamentato ancora del sottosterzo, che lo rende poco competitivo nelle curve lente. Alle spalle dei primi quattro si è posizionato Gasly, che precede i due britannici Norris e Hamilton.
Al termine della terza sessione di prove libere del sabato Carlos Sainz Jr. e Lance Stroll vengono convocati dai commissari sportivi in quanto il pilota spagnolo ha ostacolato quello canadese alla curva 19. Sainz Jr. riceve una reprimenda, la terza della stagione, mentre la Ferrari viene multata di 25 000 euro dalla Federazione. Zhou Guanyu e Max Verstappen vengono convocati in quanto il pilota cinese ha ostacolato quello olandese alla curva 15 e 16. Zhou riceve un avvertimento, mentre l'Alfa Romeo viene multata di 10 000 euro dalla Federazione. Sergio Pérez e George Russell vengono convocati in quanto il pilota messicano ha ostacolato quello britannico alla curva 18. Pérez riceve un avvertimento, mentre la Red Bull Racing viene multata di 10 000 euro dalla Federazione.
L'Aston Martin è stata multata due volte di 200 euro dalla Federazione in quanto Sebastian Vettel ha superato il limite di velocià stabilito nella corsia dei box.

### Risultati
Nella prima sessione del venerdì si è avuta questa situazione:
| Pos | Nº | Pilota           | Costruttore          | Tempo    | Gap    | Giri |
| --- | -- | ---------------- | -------------------- | -------- | ------ | ---- |
| 1   | 16 | Charles Leclerc  | Ferrari              | 1'14"531 |        | 29   |
| 2   | 11 | Sergio Pérez     | Red Bull Racing-RBPT | 1'14"570 | +0"039 | 30   |
| 3   | 55 | Carlos Sainz Jr. | Ferrari              | 1'14"601 | +0"070 | 28   |

Nella seconda sessione del venerdì si è avuta questa situazione:
| Pos | Nº | Pilota           | Costruttore          | Tempo    | Gap    | Giri |
| --- | -- | ---------------- | -------------------- | -------- | ------ | ---- |
| 1   | 16 | Charles Leclerc  | Ferrari              | 1'12"656 |        | 30   |
| 2   | 55 | Carlos Sainz Jr. | Ferrari              | 1'12"700 | +0"044 | 32   |
| 3   | 11 | Sergio Pérez     | Red Bull Racing-RBPT | 1'13"035 | +0"379 | 31   |

Nella sessione del sabato mattina si è avuta questa situazione:
| Pos | Nº | Pilota           | Costruttore          | Tempo    | Gap    | Giri |
| --- | -- | ---------------- | -------------------- | -------- | ------ | ---- |
| 1   | 11 | Sergio Pérez     | Red Bull Racing-RBPT | 1'12"476 |        | 27   |
| 2   | 16 | Charles Leclerc  | Ferrari              | 1'12"517 | +0"041 | 29   |
| 3   | 55 | Carlos Sainz Jr. | Ferrari              | 1'12"846 | +0"370 | 28   |

## Qualifiche

### Resoconto
Mick Schumacher segna il primo tempo di riferimento (1'16"997); il tempo del tedesco è migliorato da Lando Norris, prima che Lewis Hamilton porti il limite a 1'15"391; l'altro pilota della Mercedes, Russell, fallisce il suo primo giro, e termina lontano dall'ex campione del mondo. L'arrivo delle Red Bull Racing stravolge la classifica: Pérez chiude in 1'14"369, battuto da Max Verstappen, in 1'14"295. Sale terzo Pierre Gasly, mentre, in seguito, in sequenza, si portano nella stessa posizione, prima Leclerc, poi Kevin Magnussen e, infine, Esteban Ocon. Si intercala secondo Norris, mentre primo ora è Fernando Alonso.
Riprende la vetta Pérez (1'13"292), un paio di decimi più rapido di Verstappen. Subito dopo Sainz Jr. eguaglia lo stesso tempo del messicano. Il tempo di Pérez è battuto da Leclerc (1'12"939). Verstappen si riporta a soli 0"054 da Leclerc, mentre Hamilton rimonta al quinto posto; si migliora ancora Leclerc (1'12"569), così come Sainz Jr., che risale alle spalle del monegasco. La pista migliora, di giro in giro. Quando mancano poco più di due minuti al termine della Q1, Yuki Tsunoda colpisce leggermente le barriere alla Nouvelle Chicane, perdendo una parte del coprimozzo. La direzione di gara, al fine di ripulire la pista, e controllare l'efficienza delle barriere, impone la bandiera rossa, che stoppa la sessione. Alla ripresa della sessione numerosi piloti vogliono ancora tentare un giro, ma l'elevato numero di vetture che parte dalla pit lane non consente a tutti di completare il giro di lancio, prima dell'esposizione della bandiera a scacchi. Vengono eliminati Alexander Albon, Gasly, Lance Stroll, Nicholas Latifi e Zhou Guanyu.
Nella seconda fase Verstappen fa segnare 1'12"551, battuto da Sainz Jr. in 1'12"074, prima che Sergio Pérez abbassi il limite a 1'12"059. Leclerc si prende la terza posizione a soli 33 millesimi dal messicano. Norris è quinto, precedendo Vettel, Tsunoda, Ricciardo. Bottas scala, poi, in settima posizione. Dopo due giri di lancio Hamilton sale quinto, mentre George Russell è due posizioni più dietro. Riprendono la pista sia le Ferrari che le Red Bull. Verstappen si migliora, ma resta quarto. Sainz Jr. abortisce il suo tentativo, mentre Leclerc scala in prima posizione, con 1'11"864, miglior tempo di tutto il weekend. Pérez è capace di scalare secondo, anche lui sotto il muro del minuto e 12 secondi. Daniel Ricciardo entra, temporaneamente, tra i migliori dieci tempi, mentre Lando Norris prende il quarto tempo a Verstappen. Rientrano nei migliori dieci anche Hamilton, Russell e Vettel. Non accedono in Q3 Tsunoda, Bottas, Magnussen, Ricciardo e Schumacher.
Al primo tentativo, nella fase decisiva, Leclerc chiude il giro in 1'11"376. Sainz Jr. si piazza alle sue spalle (1'11"601), sopravanzando Pérez di 28 millesimi e Verstappen di 65. Norris si insedia al quinto posto, davanti a Hamilton, Russell e Vettel. Risale quinto Alonso, due decimi più veloce di Norris. L'altra Alpine, di Ocon, è solo decima. Il britannico della McLaren strappa allo spagnolo, con il secondo tentativo, la quinta posizione; anche Russell chiude un tempo migliore di quello di Alonso. Quando manca poco più di un minuto al termine della Q3 Pérez va in testacoda al Portier: la sua vettura non può essere evitata da Sainz Jr. che sopraggiunge. Le due monoposto sono danneggiate e non possono essere evacuate dal tracciato velocemente. La direzione di gara interrompe la sessione con bandiera rossa, in maniera definitiva. Nello stesso momento anche Alonso è finito contro le barriere, ma al Mirabeau alto.
Charles Leclerc conquista la sua seconda pole position consecutiva nel Gran Premio di Monaco, dopo l'edizione del 2021, la quattordicesima della carriera, equagliando il numero di pole position ottenute da Max Verstappen, e la terza partenza dalla prima piazzola consecutiva in campionato. Il pilota monegasco ha sette partenze consecutive dalla prima fila, la striscia più lunga della sua carriera. La Ferrari ottiene la dodicesima partenza al palo nel Gran Premio di Monaco, superando la McLaren e stabilendo un nuovo record. Carlos Sainz Jr, secondo, rappresenta per la scuderia di Maranello la partenza in prima fila di entrambe le Ferrari per la prima volta dall'edizione del 2017 con Sebastian Vettel e Kimi Räikkönen. Sergio Pérez, terzo, non si era mai qualificato nelle prime sei posizioni nel Gran Premio di Monaco, mentre Verstappen, quarto, testimonia che nessuno ha vinto una gara sull'asciutto partendo fuori dalle prime tre posizioni dalla vittoria di Alain Prost nell'edizione del 1985. Lando Norris, quinto, parte dalla stessa posizione dell'edizione 2021. Per la seconda volta consecutiva, Hamilton, in ottava posizione, si qualifica nel Gran Premio di Monaco fuori dalle prime sei posizioni. Vettel, nono, estende la sua presenza in Q3 per la tredicesima volta in questo Gran Premio. Bottas viene eliminato in Q2 solo per la seconda volta dall'inizio del campionato 2017, dopo l'eliminazione nella stessa fase nel Gran Premio d'Australia. Gasly aveva raggiunto il Q3 in tutte e tre le sue precedenti apparizioni a Monaco, mentre Stroll viene eliminato in Q1 per la quarta volta su cinque partenza in questo Gran Premio.
Sono stati cancellati cinque tempi ai piloti da parte dei commissari sportivi per avere superato i limiti della pista alla curva 10, durante le qualifiche. Si sono visti cancellare il tempo Carlos Sainz Jr. e George Russell (due volte), Sergio Pérez (una volta).
L'Aston Martin è stata multata di 300 euro dalla Federazione in quanto Sebastian Vettel ha superato il limite di velocià stabilito nella corsia dei box.

### Risultati
Nella sessione di qualifica si è avuta questa situazione:
| Pos                         | Nº | Pilota           | Costruttore                  | Q1       | Q2       | Q3       | Griglia |
| --------------------------- | -- | ---------------- | ---------------------------- | -------- | -------- | -------- | ------- |
| 1                           | 16 | Charles Leclerc  | Ferrari                      | 1'12"569 | 1'11"864 | 1'11"376 | 1       |
| 2                           | 55 | Carlos Sainz Jr. | Ferrari                      | 1'12"616 | 1'12"074 | 1'11"601 | 2       |
| 3                           | 11 | Sergio Pérez     | Red Bull Racing-RBPT         | 1'13"004 | 1'11"954 | 1'11"629 | 3       |
| 4                           | 1  | Max Verstappen   | Red Bull Racing-RBPT         | 1'12"993 | 1'12"117 | 1'11"666 | 4       |
| 5                           | 4  | Lando Norris     | McLaren-Mercedes             | 1'12"927 | 1'12"266 | 1'11"849 | 5       |
| 6                           | 63 | George Russell   | Mercedes                     | 1'12"787 | 1'12"617 | 1'12"112 | 6       |
| 7                           | 14 | Fernando Alonso  | Alpine-Renault               | 1'13"394 | 1'12"688 | 1'12"247 | 7       |
| 8                           | 44 | Lewis Hamilton   | Mercedes                     | 1'13"444 | 1'12"595 | 1'12"560 | 8       |
| 9                           | 5  | Sebastian Vettel | Aston Martin Aramco-Mercedes | 1'13"313 | 1'12"613 | 1'12"732 | 9       |
| 10                          | 31 | Esteban Ocon     | Alpine-Renault               | 1'12"848 | 1'12"528 | 1'13"047 | 10      |
| 11                          | 22 | Yuki Tsunoda     | AlphaTauri-RBPT              | 1'13"110 | 1'12"797 | N.D.     | 11      |
| 12                          | 77 | Valtteri Bottas  | Alfa Romeo-Ferrari           | 1'13"541 | 1'12"909 | N.D.     | 12      |
| 13                          | 20 | Kevin Magnussen  | Haas-Ferrari                 | 1'13"069 | 1'12"921 | N.D.     | 13      |
| 14                          | 3  | Daniel Ricciardo | McLaren-Mercedes             | 1'13"338 | 1'12"964 | N.D.     | 14      |
| 15                          | 47 | Mick Schumacher  | Haas-Ferrari                 | 1'13"469 | 1'13"081 | N.D.     | 15      |
| 16                          | 23 | Alexander Albon  | Williams-Mercedes            | 1'13"611 | N.D.     | N.D.     | 16      |
| 17                          | 10 | Pierre Gasly     | AlphaTauri-RBPT              | 1'13"660 | N.D.     | N.D.     | 17      |
| 18                          | 18 | Lance Stroll     | Aston Martin Aramco-Mercedes | 1'13"678 | N.D.     | N.D.     | 18      |
| 19                          | 6  | Nicholas Latifi  | Williams-Mercedes            | 1'14"403 | N.D.     | N.D.     | 19      |
| 20                          | 24 | Zhou Guanyu      | Alfa Romeo-Ferrari           | 1'15"606 | N.D.     | N.D.     | 20      |
| Tempo limite 107%: 1'17"648 |    |                  |                              |          |          |          |         |

In grassetto sono indicate le migliori prestazioni in Q1, Q2 e Q3.

## Gara

### Resoconto
La pioggia colpisce il circuito pochi minuti prima della partenza. I piloti optano, inizialmente, per montare gomme da bagnato intermedio ma la consistenza delle precipitazioni li costringe a passare alle full wet. La pioggia porta a un primo rinvio della partenza alle 15:09, poi alle 15:16. La direzione di gara prevede, inoltre, un giro di ricognizione dietro alla safety car. Al termine di due giri di formazione viene esposta la bandiera rossa, che rinvia la partenza.
Il Gran Premio inizia con circa un'ora di ritardo, rispetto a quanto previsto, a causa di un problema all'impianto semaforico sulla linea d'arrivo. Tenuto conto del doppio giro di formazione, la gara viene anche accorciata di un giro. La pioggia è, nel frattempo, cessata ma la pista risulta ancora molto umida, tanto che le vetture montano gomme da bagnato estremo. Il via, senza giro di formazione, viene dato dietro alla safety car, che resta in pista per due giri. Pur in regime di vettura di sicurezza Nicholas Latifi va lungo al tornante, mentre Lance Stroll colpisce le barriere al Massenet. Entrambi sono costretti ai box.
Charles Leclerc comanda la gara davanti a Carlos Sainz Jr., Sergio Pérez, Max Verstappen e Lando Norris. La pista migliora di giro in giro, consentendo ai piloti di abbassare il limite sul giro e allo stesso tempo spingendoli a valutare l'uso delle gomme da bagnato intermedio. Così fa Pierre Gasly al quarto giro, che risulta il più veloce in gara ma impiega diversi giri per superare Zhou Guanyu, nelle posizioni di rincalzo. Al quindicesimo giro va su gomme intermedie Lewis Hamilton, il giro dopo tocca a Pérez, mentre la Ferrari tiene in pista Sainz Jr., volendo attendere il momento in cui passare direttamente alle gomme slick. Leclerc si ferma al diciottesimo giro, passando però alle intermedie, così come Verstappen. Sainz Jr. si trova in testa, davanti a Pérez, Leclerc e Verstappen.
Già al ventunesimo giro le due Ferrari passano assieme ai box per montare gomme da asciutto, a mescola dura. Ciò permette a Pérez di passare in testa, visto che Sainz Jr. trova in uscita dai box la Williams di Latifi che gli impedisce di mantenere la prima posizione quando, nel giro successivo, anche Pérez passa alle gomme da asciutto. Subito dopo il messicano si ferma anche Verstappen. Ora al comando c'è Pérez, davanti a Sainz Jr., Verstappen e Leclerc. I primi quattro sono però molto vicini, con Leclerc staccato di poco più di quattro secondi dal nuovo leader della gara.
Al ventiseiesimo giro Mick Schumacher perde il controllo della sua vettura alle Piscine, sbattendo contro le barriere. La monoposto perde la parte posteriore, ma il pilota esce incolume dall'incidente. La direzione di gara impone ancora la safety car, prima di sospendere la gara con bandiera rossa, vista la necessità di riparare le barriere. La corsa riprende alle 17:15 sotto il regime di safety car, ma essendo ancora molti i giri da completare, quarantaquattro, è impossibile per i piloti chiudere sui 77 giri previsti. Le Ferrari decidono di completare la gara con gomme dure, quelle montate nell'ultimo pit stop, mentre le Red Bull sono passate alle gomme medie.
Pérez mantiene il comando del Gran Premio alla ripartenza, anche se è costretto a un bloccaggio delle ruote al Mirabeau alto. Sainz Jr. cerca di avvicinarsi al messicano, ma senza avere possibilità di sorpasso. Alle sue spalle si avvicina Verstappen, pressato, a sua volta, da Leclerc. Alle loro spalle ci sono, staccati, Russell, Norris e Alonso che, molto lento, forma un piccolo plotone di vetture alle sue spalle. Al cinquantunesimo giro Lando Norris va ai box, per montare gomme medie. Nello stesso giro Zhou cerca di passare Tsunoda, all'uscita del tunnel, ma rischia di perdere il controllo della sua Alfa Romeo. Nei giri finali Pérez subisce il graining nelle gomme, che dà qualche speranza di sorpasso a Sainz Jr.. Lo spagnolo si avvicina in diverse occasioni al messicano, ma senza poterlo impensierire. Anche i doppiaggi non regalano allo spagnolo nessuna opportunità di passare.
Pérez vince il suo terzo Gran Premio in carriera, davanti a Sainz Jr. e Verstappen. Il pilota della Red Bull Racing diviene il messicano con il maggior numero di vittorie in Formula 1, superando Pedro Rodríguez. Pérez è il primo messicano a trionfare nel Gran Premio di Monaco, il primo nordamericano a vincerlo dalla vittoria di Gilles Villeneuve nell'edizione del 1981. La Red Bull Racing, che presenta due vetture a podio per la prima volta a Monaco nell'era turbo-ibrida iniziata nella stagione 2014, trionfa nel Principato per la terza volta nelle ultime quattro apparizioni montando un propulsore differente dopo TAG Heuer e Honda.
Sainz Jr. termina in seconda posizione per il secondo Gran Premio di Monaco consecutivo, dopo soli quattro secondi posti ottenuti in carriera. Per il pilota spagnolo della Ferrari è il decimo podio in carriera senza avere ottenuto una vittoria. La scuderia di Maranello presenta una vettura in seconda posizione per la quarta gara consecutiva in questo Gran Premio. Verstappen termina la prima gara stagionale senza ottenere la vittoria. Leclerc, quarto, conclude per la prima volta il Gran Premio di casa in qualsiasi categoria abbia corso. La Mercedes termina con entrambe le vetture fuori dalle prime quattro posizioni per il secondo Gran Premio di Monaco consecutivo.
Norris, sesto, ottiene punti per la quinta volta nelle ultime sei gare, mentre Alonso, settimo, ottiene punti a Monaco per la prima volta dell'edizione 2016. Hamilton conclude settimo e ottavo nelle ultime due edizioni della gara, finendo nella stessa posizione in cui è partito nelle ultime quattro gare consecutive. Il nono posto di Bottas, il quale ottiene punti per la quinta gara consecutiva, includendo la Sprint del Gran Premio dell'Emilia-Romagna, rappresenta per l'Alfa Romeo il miglior risultato su questo tracciato dall'edizione del 2015 con la denominazione della scuderia in Sauber grazie al quinto posto di Felipe Nasr. Vettel, al decimo posto, per la prima volta conclude in una posizione più bassa del quinto posto ogni qual volta ha terminato il Gran Premio di Monaco. Gasly non ottiene punti nel Principato per la prima volta in quattro partenze, mentre Ricciardo, vincitore dell'edizione 2018, non ottiene punti per il secondo anno consecutivo. Per la prima volta entrambe le Haas sono ritirate nel Gran Premio monegasco. È stato il primo Gran Premio della stagione a terminare anticipatamente rispetto alla distanza di gara prevista, per la prima volta dal Gran Premio del Belgio 2021.
Sono stati cancellati quindici tempi ai piloti da parte dei commissari sportivi per avere superato i limiti della pista alla curva 10 e alla curva 11 durante la gara. Si sono visti cancellare il tempo Alexander Albon (tre volte, tutte alla curva 10), Pierre Gasly, George Russell e Zhou Guanyu (due volte, tutti alla curva 10, una volta per Zhou alla curva 11), Lance Stroll, Lewis Hamilton, Kevin Magnussen, Fernando Alonso, Yuki Tsunoda e Carlos Sainz Jr. (una volta, tutti alla curva 10, tranne Magnussen alla curva 11).

### Risultati
I risultati del Gran Premio sono i seguenti:
| Pos | Nº | Pilota           | Costruttore                  | Giri | Tempo/Ritiro         | Griglia | Punti |
| --- | -- | ---------------- | ---------------------------- | ---- | -------------------- | ------- | ----- |
| 1   | 11 | Sergio Pérez     | Red Bull Racing-RBPT         | 64   | 1h56'30"265          | 3       | 25    |
| 2   | 55 | Carlos Sainz Jr. | Ferrari                      | 64   | +1"154               | 2       | 18    |
| 3   | 1  | Max Verstappen   | Red Bull Racing-RBPT         | 64   | +1"491               | 4       | 15    |
| 4   | 16 | Charles Leclerc  | Ferrari                      | 64   | +2"922               | 1       | 12    |
| 5   | 63 | George Russell   | Mercedes                     | 64   | +11"968              | 6       | 10    |
| 6   | 4  | Lando Norris     | McLaren-Mercedes             | 64   | +12"231              | 5       | 9     |
| 7   | 14 | Fernando Alonso  | Alpine-Renault               | 64   | +46"358              | 7       | 6     |
| 8   | 44 | Lewis Hamilton   | Mercedes                     | 64   | +50"388              | 8       | 4     |
| 9   | 77 | Valtteri Bottas  | Alfa Romeo-Ferrari           | 64   | +52"525              | 12      | 2     |
| 10  | 5  | Sebastian Vettel | Aston Martin Aramco-Mercedes | 64   | +53"536              | 9       | 1     |
| 11  | 10 | Pierre Gasly     | AlphaTauri-RBPT              | 64   | +54"289              | 17      |       |
| 12  | 31 | Esteban Ocon     | Alpine-Renault               | 64   | +55"644              | 10      |       |
| 13  | 3  | Daniel Ricciardo | McLaren-Mercedes             | 64   | +57"635              | 14      |       |
| 14  | 18 | Lance Stroll     | Aston Martin Aramco-Mercedes | 64   | +1'00"802            | 18      |       |
| 15  | 6  | Nicholas Latifi  | Williams-Mercedes            | 63   | +1 giro              | 19      |       |
| 16  | 24 | Zhou Guanyu      | Alfa Romeo-Ferrari           | 63   | +1 giro              | 20      |       |
| 17  | 22 | Yuki Tsunoda     | AlphaTauri-RBPT              | 63   | +1 giro              | 11      |       |
| Rit | 23 | Alexander Albon  | Williams-Mercedes            | 48   | Problemi meccanici   | 16      |       |
| Rit | 47 | Mick Schumacher  | Haas-Ferrari                 | 24   | Incidente            | 15      |       |
| Rit | 20 | Kevin Magnussen  | Haas-Ferrari                 | 19   | Pressione dell'acqua | 13      |       |

Lando Norris riceve un punto addizionale per avere segnato il giro più veloce della gara.

## Classifiche mondiali

### Piloti
| Pos | Pilota           | Punti |
| --- | ---------------- | ----- |
| 1   | Max Verstappen   | 125   |
| 2   | Charles Leclerc  | 116   |
| 3   | Sergio Pérez     | 110   |
| 4   | George Russell   | 84    |
| 5   | Carlos Sainz Jr. | 83    |
| 6   | Lewis Hamilton   | 50    |
| 7   | Lando Norris     | 48    |
| 8   | Valtteri Bottas  | 40    |
| 9   | Esteban Ocon     | 30    |
| 10  | Kevin Magnussen  | 15    |
| 11  | Daniel Ricciardo | 11    |
| 12  | Yuki Tsunoda     | 11    |
| 13  | Fernando Alonso  | 10    |
| 14  | Pierre Gasly     | 6     |
| 15  | Sebastian Vettel | 5     |
| 16  | Alexander Albon  | 3     |
| 17  | Lance Stroll     | 2     |
| 18  | Zhou Guanyu      | 1     |

### Costruttori
| Pos | Costruttore                  | Punti |
| --- | ---------------------------- | ----- |
| 1   | Red Bull Racing-RBPT         | 235   |
| 2   | Ferrari                      | 199   |
| 3   | Mercedes                     | 134   |
| 4   | McLaren-Mercedes             | 59    |
| 5   | Alfa Romeo-Ferrari           | 41    |
| 6   | Alpine-Renault               | 40    |
| 7   | AlphaTauri-RBPT              | 17    |
| 8   | Haas-Ferrari                 | 15    |
| 9   | Aston Martin Aramco-Mercedes | 7     |
| 10  | Williams-Mercedes            | 3     |

## Decisioni della FIA
Al termine della gara, la Ferrari presenta una protesta alla Federazione contro i due piloti della Red Bull Racing. Secondo la scuderia italiana, l'olandese Max Verstappen, terzo all'arrivo, e il messicano Sergio Pérez, vincitore del Gran Premio, avrebbero varcato la linea gialla che delimita l'uscita della corsia box, dopo un pit stop, non rimanendo alla destra di essa, come da regolamento. Per questo motivo i due piloti della scuderia austriaca vengono convocati dai commissari sportivi. La protesta contro i due piloti della Red Bull Racing viene respinta dalla Federazione in cui viene spiegato che nel caso di Pérez è stato valutato che la vettura non aveva alcuna parte dei suoi pneumatici anteriori o posteriori a sinistra della linea gialla, mentre per Verstappen, nonostante avesse parte del pneumatico anteriore sinistro e posteriore sinistro sul lato sinistro della linea gialla, entrambi sono rimasti sopra di essa, senza violare il regolamento previsto attraversandola completamente. La classifica finale del Gran Premio viene così confermata.